# Като, Кадзухико
Кадзухико Като (яп. 加藤一彦 Като Кадзухико, 26 мая 1937[…], Хаманака, Хоккайдо, Японская империя — 11 апреля 2019, Сакура, Тиба), известный под творческим псевдонимом Monkey Punch (яп. モンキー・パンチ Монки: Панти) — японский мангака, наиболее известный работами серии Lupin III.
Изучал мультимедийную адаптацию манги в аспирантуре Токийского технологического университета с 2003 года и в качестве профессора преподавал мангу в университете Отэмаэ в Нисиномии с 2005 года. Родился 26 мая 1937 в Хаманаке и проживал в Сакуре, Тиба до своей смерти 11 апреля 2019 года. В 2015 году получил специальную премию от жюри Tokyo Anime Award.

## Биография
Като начал рисовать еще в детстве, а в средней школе впервые попробовал рисовать мангу, которую публиковали в школьной газете.
В 1965 году он опубликовал свою первую мангу в журнале Playboy School под псевдонимом Гамута Эйдзи (яп. がむた永二). Редактор журнала предложил ему взять псевдоним Monkey Punch, который и закрепился за ним после публикации «Люпена».
Первая манга о Люпене была издана 10 августа 1967 года в журнале Weekly Manga Action, обложка которого также была нарисована Като. Манга стала популярной и успешной медиа-франшизой, по которой было нарисовано пять анимационных сериалов, семь полнометражных анимационных фильмов, два боевика, три OVA, музыкальные компакт-диски, видеоигры и мюзикл.
Умер 11 апреля 2019 года от пневмонии.

## Список работ
1962
- Number 5 + α
- Gun Hustler
- Rebellious Child
- List the Criminal
- Open Homicide
- Clandestine Work
- The Man Who Does Not Have a Shadow
- The Person Whom it Utilizes
- Vengeance (Fukushu) as Kazuhiko Katō
- Ghost Story Guy as Kazuhiko Katō

1965
- Playboy School (プレーボーイ入門 Purēbōi Nyūmon) as Eiji Gamuta
- Needless Axle of Wilderness
- Pink Guard Man … Blues of the Assassin (Pinku Gado Man … Hissatsu no Burusu)
- Outsider (Autosaida Monkey Punch)

1967
- The Ginza Whirlwind Child (Ginza Senpuji)
- Lupin III (ルパン三世 Rupan Sansei)

1968
- Western Samurai (Uesutan Samurai)

1969
- Pandora

1970
- Spy Nobility (Supai Shinzoku)
- Document Mania (Dokyumento Kyo)
- Lupin III Other Stories (ルパン三世外伝 Rupan Sansei Gaiden)
- Tac Tics

1971
- Multi (Maruchi)
- Mysterious Jaguarman (Kaijin Jagaman)
- New Adventures of Lupin III (ルパン三世・新冒険 Rupan Sansei Shin Bōken)

1972
- The Siamese Cat (シャム猫 Shamu Neko)
- Makao
- Monsieur Koga
- Key

1973
- Sufficiently Motivated (Yaruki Jubun)
- Decoy House Slug (Kikuya Namekuji)
- Venus of Diamond (Daia no Binasu)

1974
- I am Casanova (Ore ha Kazanoba)
- Color Girl (Kara Garu)
- Isshuku Ippan (一宿一飯)
- Lupin the Kid (ルパン小僧 Rupan Kozō)

1976
- Little Dracula (Dorakyura-kun)
- Up-Up Balloon (UP-UP Barun)

1977
- New Lupin III (新ルパン三世 Shin Rupan Sansei)
- The Reverse Aesop’s Fables (逆イソップ物語 Gyaku Isoppu Monogatari)
- Transparent Gentleman (Tomei Shinshi)

1978
- Time Agent (Jikan Ejento)
- Kaiketsu Zero

1980
- Cinderella Boy (シンデレラボーイ Shinderera Boi)
- Boy

1981
- Hauler Holmes' (ホームズ Hōmuzu)

1982
- Space Adventure Team Mechabunger (Uchū Bōken-tai Mekabanja)
- Another work from Cinderella Boy.

1983
- Roller Boy (Rora Boi)
- Lucky Monkey (Raki Monki)

1984
- Sexy Lupin III (SEXYルパン・3 SEXY Rupan・3)
- The English Conversation Maneuvers of Lupin III (ルパン三世の英会話作戦 Rupan Sansei no Ei-Kaiwa Sakusen)

1986
- Pinky Punky (ピンキィ パンキィ Pinkī Pankī)
- Dirty Joke (ダアティ ジョオク Dāteī Jōku)
- Robot Baseball Team Galacters (ろぼっと球団ガラクターズ/おまかせスクラッパーズ Robotto Kyudan Garakutāzu)

1991
- Monkey Punch no Sekai: Alice
- Scramble Saver Kids

1997
- One Thousand and One Nights' Story (Senya Ichiya Monogatari)
- Mankatsu (漫画活動大写真)
- Musashi -Way of the Gun- (MUSASHI -GUN道- Musashi -Gandō-)

2004
- Mankatsu (аниме)

2013
- Bakumatsu Gijinden Roman (幕末義人伝 浪漫, дизайн персонажей)